# Garinje
Garinje (en serbe cyrillique : Гариње) est un village de Serbie situé dans la municipalité de Vladičin Han, district de Pčinja. Au recensement de 2011, il comptait 491 habitants.

## Démographie
| 1948 | 1953 | 1961 | 1971 | 1981 | 1991 | 2002 | 2011 |
| ---- | ---- | ---- | ---- | ---- | ---- | ---- | ---- |
| 436  | 449  | 657  | 550  | 520  | 531  | 554  | 491  |

|  |